# Christiaan Eijkman
Christiaan Eijkman (ur. 11 sierpnia 1858 w Nijkerk, zm. 5 listopada 1930 w Utrechcie) – holenderski lekarz, laureat Nagrody Nobla w 1929.

## Życiorys
Studiował medycynę na Uniwersytecie Amsterdamskim. W latach 1896–1898 był dyrektorem Instytutu Patologii na Jawie, a w 1898–1928 profesorem higieny i medycyny sądowej na Uniwersytecie w Utrechcie.
Prowadził badania nad chorobą beri-beri. W 1897 stwierdził, że niełuszczony ryż zawiera czynnik zapobiegający beri-beri, nazwany później witaminą B1. W 1929 za to odkrycie otrzymał Nagrodę Nobla w dziedzinie fizjologii lub medycyny, równocześnie z odkrywcą witaminy A, Frederickiem Hopkinsem.
Był członkiem Królewskiej Holenderskiej Akademii Sztuk i Nauk.